# Judes el Galileu

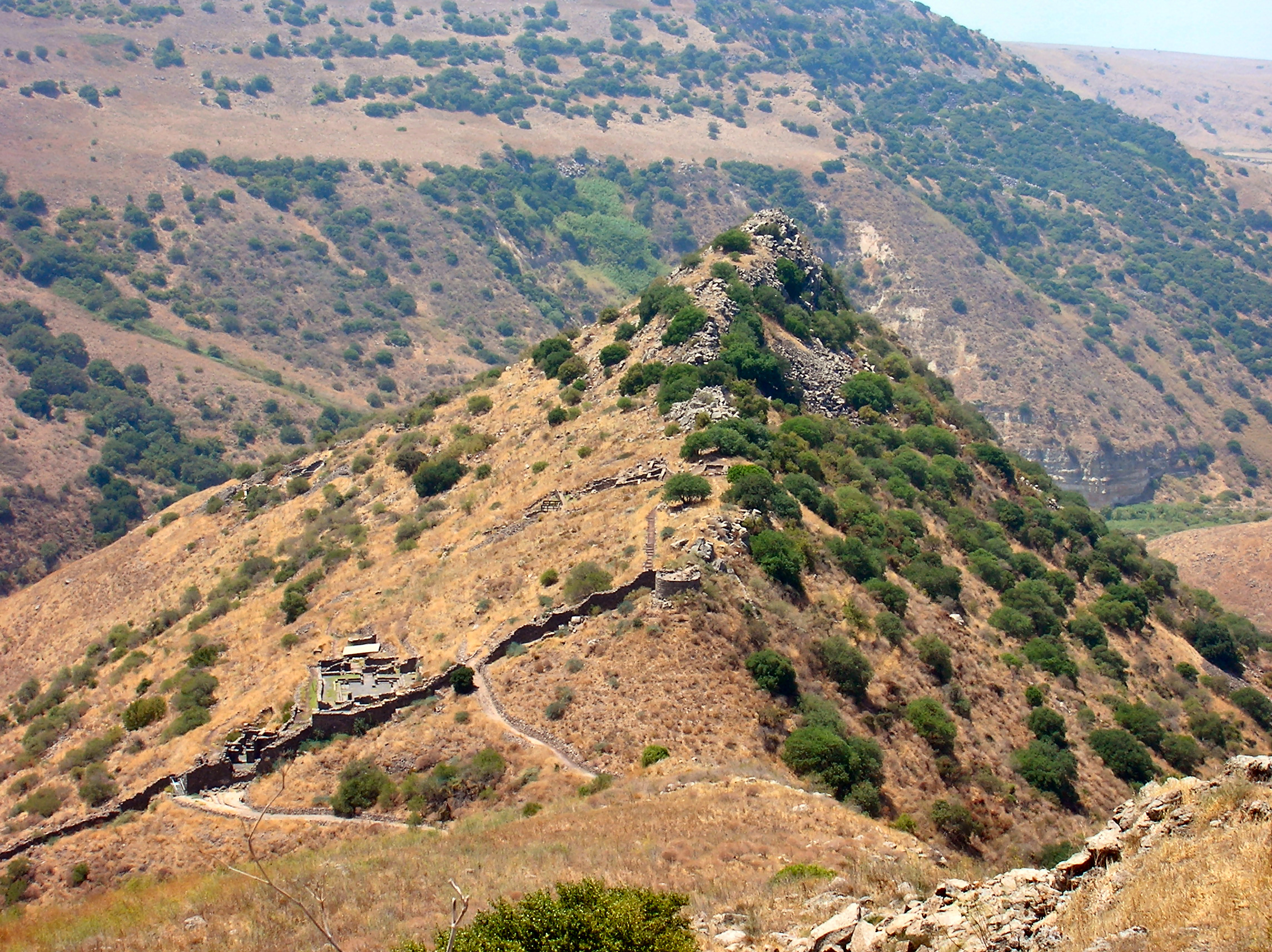
Runes de Gamala, ciutat natal de Judes

Judes el Galileu o Judes de Gamala o Judes el Galaunita fou un dirigent polític-religiós jueu anomenat també heroi de la revolució del cens, nascut a Gamala, cap de la revolta armada que tingué lloc a Judea durant el cens de Quirini l'any 6 o 7 dC. La seva revolta va ser durament reprimida pels romans.

## Cites Flavi Josep
Segons Flavi Josep Judes de Gamala era fill d'Ezequies, i fundà, junt al fariseu Sadoc, el moviment dels zelotes, considerada la quarta secta filosòfica del judaisme del segle i.
Judes el Galileu dirigí l'assalt a la guarnició romana de Seforis (a 7 km de Natzaret), la capital de Galilea en aquella època. Flavi Josep no esmenta la mort de Judes, però informa que els seus fills Jaume i Simó foren executats pel procurador Alexandre l'any 46 a Jerusalem.
Flavi Josep també informa que Menahem, un dels primers líders de la revolta jueva l'any 66, era el fill de Judes, però la majoria dels estudiosos creuen que Menahem seria realment el net de Judes. El cosí de Menahem, Eleazar ben Yair, després d'escapar a Masada, es va convertir en líder dels últims defensors d'aquesta fortalesa contra l'Imperi Romà.

## Motius de la revolta segons Armand Puig
Pels jueus l'impost romà sobre la terra tributum solis atemptava contra el principi sagrat de la Llei en què la terra és propietat exclusiva de Déu. Els jueus tenien com a costum ancestral pagar el tributum capitis, és a dir, impost per capita. El cens de Quirini tenia per objectiu cobrar l'impost a la terra.
El moviment de revolta impulsat per Judes fou una combinació d'anhel teocràtic i protesta social contra l'asfixiant càrrega fiscal romana.

## Teoria de Robert Ambelain
Robert Ambelain autor francès francmaçó, defensa la teoria que Judes era el pare carnal de Jesús de Natzaret. Segons Flavi Josep, Judes fou el fundador del moviment zelota i descendent de David. Jesús estava rodejat de zelotes (Simó el Zelota i Judes Iscariot) i era de llinatge reial; per tant, pretendent al tron d'Israel. A més Judes de Gamala tenia dos fills, Jaume i Simó, fet que coincideix amb dos dels germans de Jesús. També segons Robert, Jesús no era de Natzaret segons els evangelis sinó de Gamala, poble natal de Judes de Gamala.